# Девелики
Девелики (на гръцки: Δεβελίκι) е село в Република Гърция, част от дем Аристотел, област Централна Македония, с 44 жители (2001).

## География
Селото е разположено в югоизточната част на Халкидическия полуостров, на северния бряг на Светогорския залив, срещу остров Амуляни.

## История
На 500 m източно от селището и от реката, на крайбрежния хълм Кастри, могат да се видят следи от забележително селище от класическото и елинистично време.
През средновизантийската епоха в района е съществувало селището Девелики. От XII век районът започва частично да се трансформира в метохи на светогорските манастири. През XIV век е принадлежал на Иверския манастир, Великата Лавра и Хилендар и по-късно на Дионисиат. Сегашното селище Девелики започва да се организира през 1923 година с неуспешното заселване на бежанци, които обаче скоро напускат мястото, тъй като тогава е изключително труднодостъпно.
Днес това е ваканционно селище за жителите на Гомати и други области.